# Carolina Poncet
Carolina Poncet y de Cárdenas (Guanabacoa, 1879-Marianao, 1969) fue una escritora, folklorista y pedagoga cubana.

## Biografía
Nació el 13 de agosto de 1879. Natural de la localidad cubana de Guanabacoa, fue maestra de la Escuela Normal y publicó obras como Lecciones de lenguaje (Habana, 1907), Biografía de J. L. Luaces (1910) y El romance en Cuba (1914), esta última su tesis doctoral. Poncet, que escribió para revistas como Archivos del Folklore Cubano, falleció el 27 de noviembre de 1969 en Marianao. Era nieta de José María de Cárdenas y Rodríguez y prima de José de Armas y Cárdenas.